# Bán kính

Một đường tròn với bán kính của nó.

Trong hình học cổ điển, bán kính của một đường tròn hay của mặt cầu là khoảng cách từ một điểm bất kỳ của đường tròn/mặt cầu đến tâm của nó. Từ bán kính được sử dụng lần đầu tiên trong tiếng La Tinh là radius với nghĩa tia hoặc cũng có thể là nan hoa của bánh xe ngựa. 
Bán kính thường được ký hiệu bằng chữ r hoặc R. Độ dài của bán kính đường tròn bằng một nửa đường kính d của đường tròn đó.
{\displaystyle d\doteq 2r\quad \Rightarrow \quad r={\frac {d}{2}}.}
Nếu đối tượng đề cập tới không có tâm, khái niệm này có thể đề cập tới bán kính của đường tròn ngoại tiếp hoặc mặt cầu ngoại tiếp đối tượng đó. Trong cả hai trường hợp, bán kính này có thể dài hơn một nửa khoảng cách lớn nhất giữa hai điểm bất kì của đối tượng đó. Ngoài ra, khái niệm bán kính này cũng có thể được sử dụng cho đường tròn nội tiếp - đường tròn lớn nhất có thể nằm trong một đa giác cho trước.
Bán kính của đường tròn có chu vi C là:  {\displaystyle r={\frac {C}{2\pi }}}